# Spoorlijn Uddevalla - Vänersborg - Herrljunga
De Uddevalla - Vänersborg - Herrljunga Järnväg (afgekort: UWHJ of UVHJ) was een spoorwegonderneming in de Zweedse provincie Västra Götalands län. Het traject is tegenwoordig onderdeel van de Älvsborgsbanan.

## Geschiedenis
De plannen voor het traject Uddevalla -Vänersborg - Herrljunga werden in 1846 ontwikkeld.
De Uddevalla -Vänersborg - Herrljunga järnvägsaktiebolag (UWHJ) werd op 2 januari 1863 in Vänersborg opgericht door Graaf Sparre.
Op 25 september 1863 werd de concessie voor het traject Uddevalla -Vänersborg – Herrljunga met een spoorbreedte van 1217 mm verstrekt. De bouw startte op 27 april 1864
Het traject van de UWHJ werd in fases geopend met een spoorbreedte van 1217 mm.
- Uddevalla - Salsta werd op 17 oktober 1866 geopend
- Herrljunga - Vara werd op 17 oktober 1866 geopend
- Salsta - Grästorp werd op 15 december 1866 geopend
- Vara - Håkantorp werd op 15 december 1866 geopend
- Grästorp - Håkantorp werd op 17 mei 1867 geopend
- Het hele traject werd op 17 mei 1867 geopend

Het traject van de UWHJ werd op 1 september 1899 omgespoord in de normaalspoorbreedte van 1435 mm.
De centrale verkeersleiding op dit traject werd in fases ingevoerd namelijk:
- Uddevalla - Öxnered werd op 1 maart 1996 ingevoerd
- Vänersborg - Vargön werd op 14 juni 1999 ingevoerd

### Geschiedenis Älvsborgsbanan
Het traject van de Älvsborgsbanan loopt tussen Uddevalla - Vänersborg - Herrljunga – Borås. 

## Aansluitingen
In de volgende plaatsen was of is er een aansluiting van de volgende spoorwegmaatschappijen:

### Uddevalla
- Bohusbanan spoorlijn tussen Göteborg C en Skee
- Lysekils Järnväg (LyJ) spoorlijn tussen Uddevalla en Lysekil
- Uddevalla - Lelångens Järnväg (ULB) spoorlijn tussen Uddevalla en Bengtsfors
  - Älvsborgsbanan spoorlijn tussen Uddevalla en Vänersborg naar Herrljunga en Borås

### Öxnered
Het gebied rond het station in Öxnered (vroeger Vänersborg Västra) werden tussen 2004 en 2006 de aanpassingen ten behoeve van de ombouw van de Vänernbanan tussen Göteborg en Oslo tot een hogesnelheidsspoorlijn afgerond. Hierbij werd de gelijkvloerse kruising van de Älvsborgsbanan en de Vänernbanan opgebroken. Het station werd verplaatst en heeft een positie gekregen als splitsing tussen het traject Göteborg en Vänersborg / Oslo.
Deze kruising was nodig om twee verschillende spoorbreedtes van elkaar gescheiden te houden. Het ging hierbij om de Uddevalla - Vänersborg - Herrljunga Järnväg met een spoorbreedte van 1217 mm en de Bergslagernas Järnväg (BJ) met een spoorbreedte van 1435 mm.
- - Älvsborgsbanan spoorlijn tussen Uddevalla en Vänersborg naar Herrljunga en Borås
- Bergslagernas Järnväg (BJ) spoorlijn tussen Göteborg – Lilla Edet / Kornsjø (grensplaats) verder als Østfoldbanen naar Oslo in Noorwegen / Kil - Grythyttehed
  - Vänerbanan spoorlijn Göteborg en Kil met aansluiting naar Oslo

### Håkantorp
- Västergötland - Göteborgs Järnvägar (VGJ) spoorlijn tussen Göteborg en Vara - Skara naar Gullspång/Gårdsjö
  - Älvsborgsbanan spoorlijn tussen Uddevalla en Vänersborg naar Herrljunga en Borås
- Håkantorp - Lidköping Järnväg (HLJ) spoorlijn tussen Håkantorp en Lidköping
  - Kinnekullebanan spoorlijn tussen Håkantorp en Mariestad naar Gårdsjö

### Vara
- Västergötland - Göteborgs Järnvägar (VGJ) spoorlijn tussen Göteborg en Vara - Skara naar Gullspång/Gårdsjö
  - Älvsborgsbanan spoorlijn tussen Uddevalla en Vänersborg naar Herrljunga en Borås

### Herrljunga
Ten oosten van het station in Herrljunga was een gelijkvloerse kruising in het traject van de Västra stambanan en de Älvsborgsbanan tussen Uddevalla en Borås met kopmaken in Herrljunga.
Deze kruising was nodig om twee verschillende spoorbreedtes van elkaar gescheiden te houden. Het ging hierbij om de Uddevalla - Vänersborg - Herrljunga Järnväg (UWHJ) met een spoorbreedte van 1217 mm en de Statens Järnvägar (SJ) met een spoorbreedte van 1435 mm. Het traject van de Borås Järnväg (BJ) spoorlijn tussen Borås en Herrljunga met een spoorbreedte van 1217 mm sloot hierop aan.
- Västra stambanan spoorlijn tussen Stockholm C en Göteborg C
- Borås Järnväg (BJ) spoorlijn tussen Borås en Herrljunga
  - Borås - Herrljunga Järnväg (BHJ) spoorlijn tussen Borås en Herrljunga
  - Älvsborgsbanan spoorlijn tussen Uddevalla en Vänersborg naar Herrljunga en Borås

## Genationaliseerd
De UWHJ werd op 1 juli 1940 door de staat genationaliseerd en de bedrijfsvoering over gedragen aan de SJ.

## ATC
Op 16 november 1987 werd het traject voorzien van het zogenaamde Automatische Tågkontroll (ATC).

## Elektrische tractie
Het traject werd op 15 december 1949 geëlektrificeerd met een spanning van 15.000 volt 16 2/3 Hz wisselstroom.

## Afbeeldingen

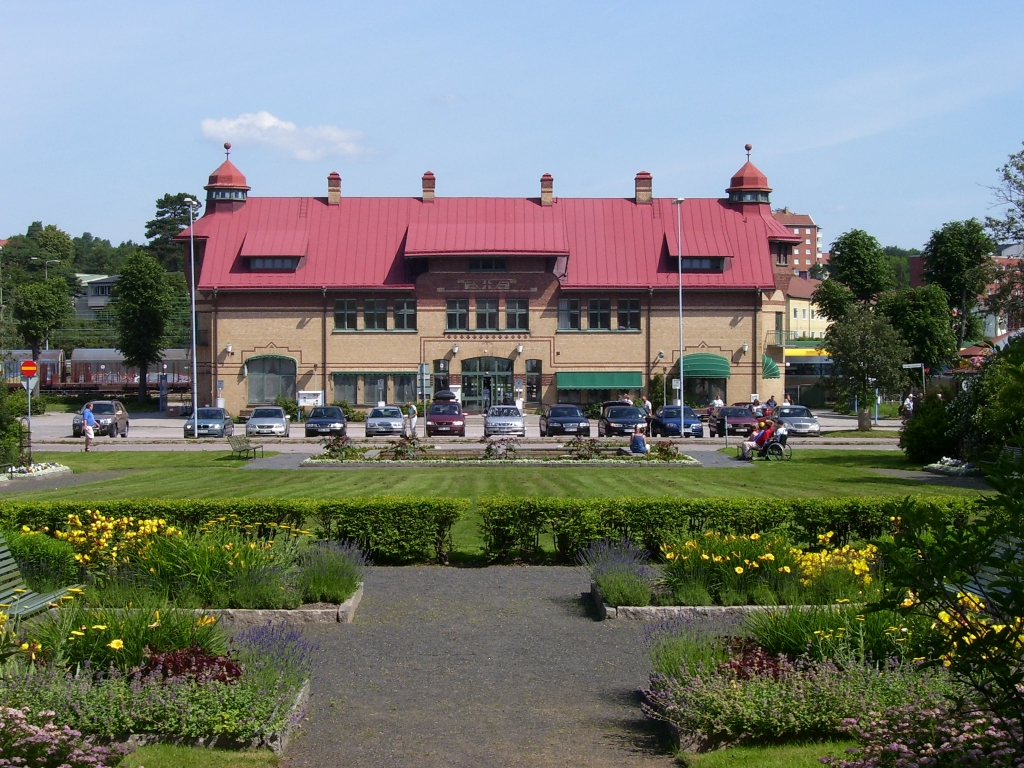
Uddevalle centraal station
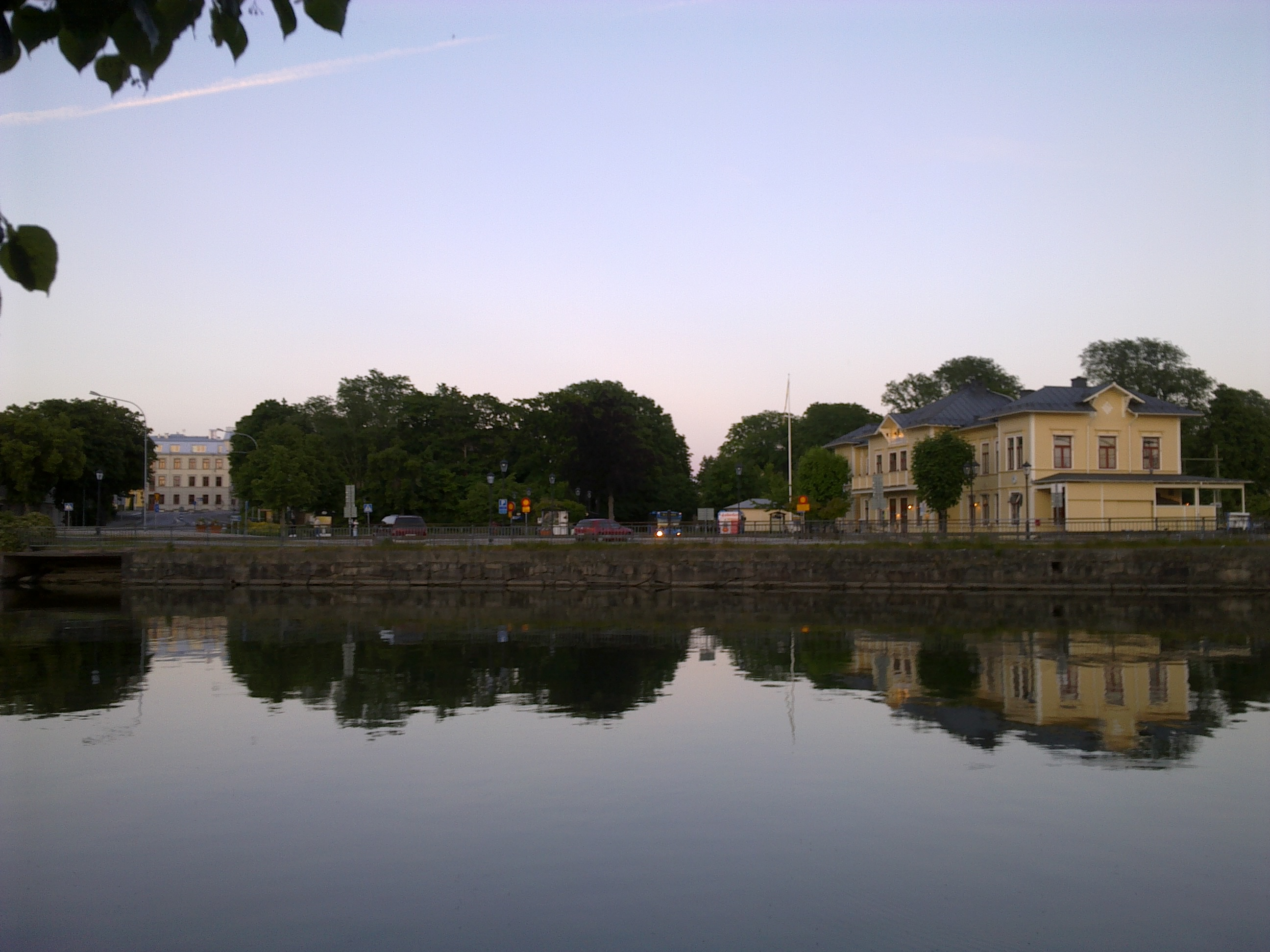
Station Vänersborg
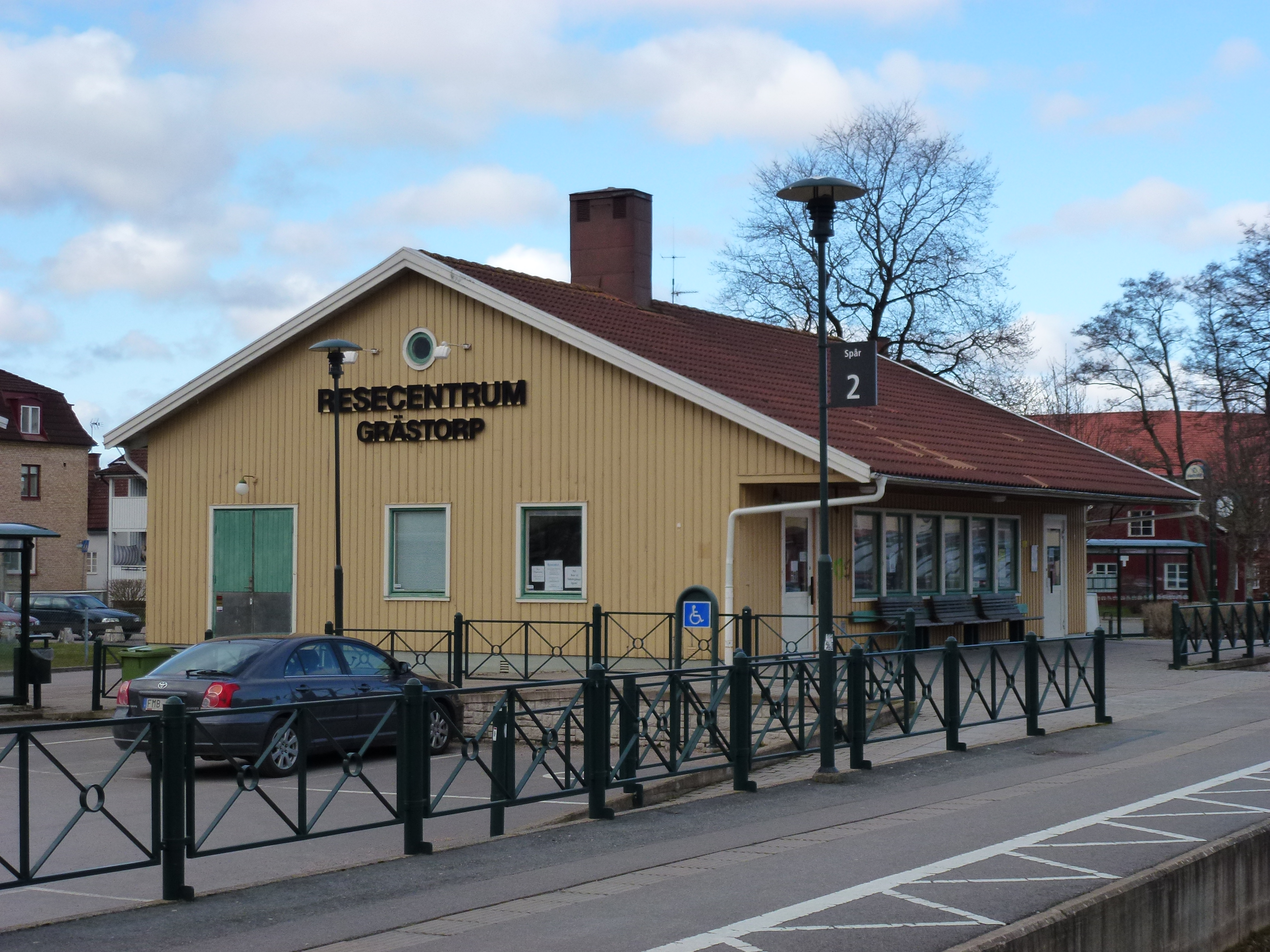
Station Grästorp
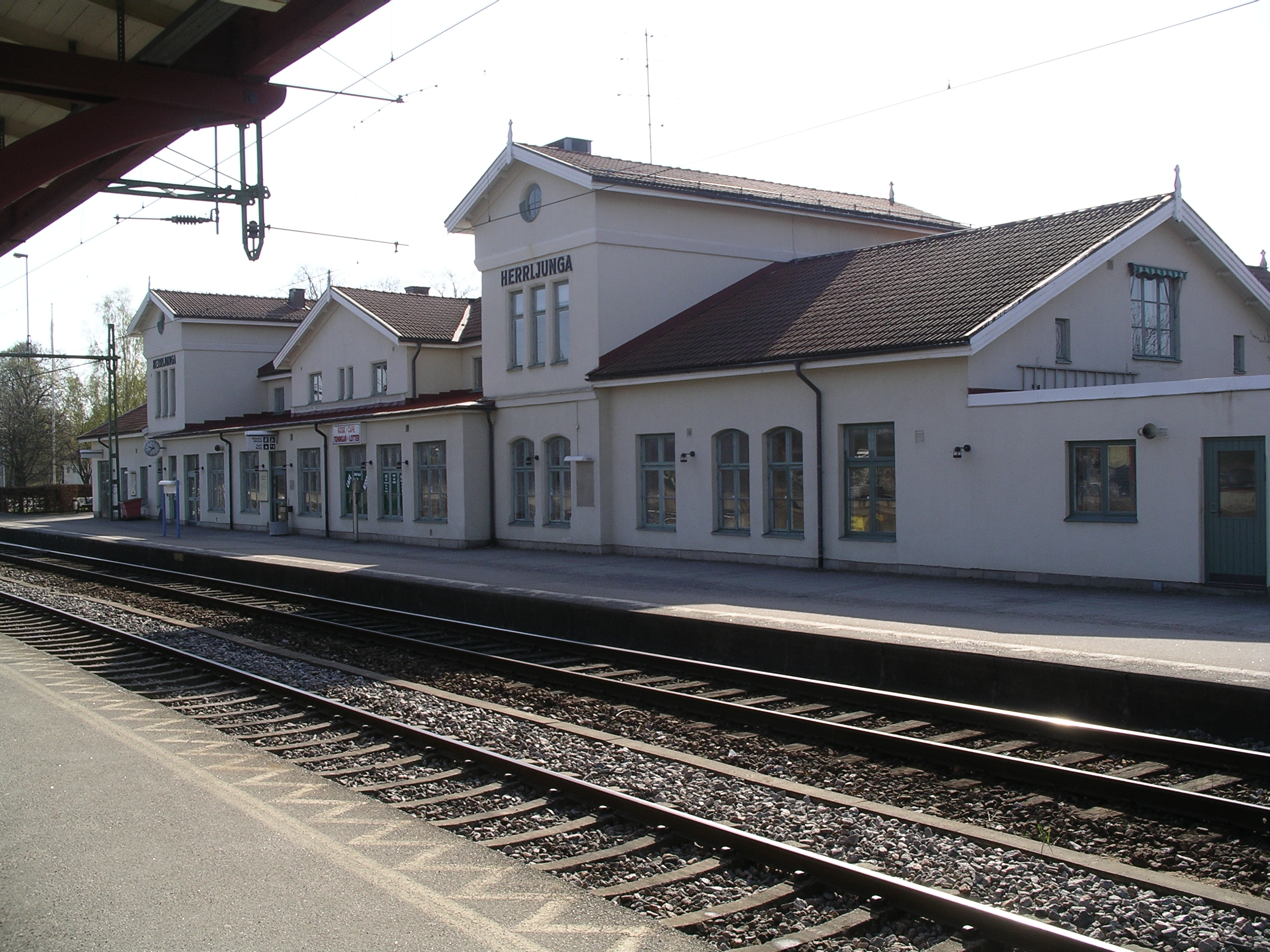
Station Herrljunga

## Bron
- Historiskt om Svenska Järnvägar
- Jarnvag.net